# Franz Witek
Franz Witek (* 26. Juni 1946 in Bad Ischl) ist ein österreichischer Altphilologe.

## Leben
Er studierte von 1964 bis 1969 an der Universität Salzburg, wo er die Prüfung für das Lehramt an Höheren Schulen in den Fächern Deutsch, Latein und Griechisch ablegte. Von 1969 bis 1972 unterrichtete er an einer allgemeinbildenden Höheren Schule und an anderen Schultypen. Ab 1972 war er Bundeslehrer im Fachbereich Altertumswissenschaften an der Universität Salzburg, wo er bei Georg Pfligersdorffer und Wolfgang Speyer 1977 promoviert und 2008 in Klassischer Philologie/Latinistik habilitiert wurde.

## Schriften (Auswahl)
- Die „Bühne des Schicksals“. Demetrios von Makedonien in Historiographie und Drama (= Musae Benedictinae Salisburgenses. Band 1). Berger & Söhne, Salzburg u. a. 2001, OCLC 804955220.
- als Herausgeber mit Thomas Lederer: Urban Paumgartner. Aristeion Carinthiae claudiforum. Klagenfurt, der Ehrenpreis Kärntens. Verlag des Kärntner Landesarchivs, Klagenfurt 2002, ISBN 3-900531-51-X.
- Frauengestalten des antiken Mythos. Ein Lesebuch (= Arianna. Wunschbilder der Antike. Band 3). Bibliopolis, Möhnesee 2003, ISBN 3-933925-39-8.
- Vergils Landschaften. Versuch einer Typologie literarischer Landschaft (= Spudasmata. Band 111). Olms, Hildesheim u. a. 2006, ISBN 3-487-13191-9 (zugleich Dissertation, Salzburg 1977).
- Gestalten der antiken Historie im lateinischen Drama der Salzburger Benediktineruniversität (= Grazer Beiträge. Supplementband 12) Berger, Salzburg u. a. 2009, OCLC 633362150 (zugleich Habilitationsschrift, Salzburg 2008).